# Ocho Banderas
Las Ocho Banderas u Ocho Estandartes (en chino tradicional, 八旗; pinyin, baqí; en manchú: ᠵᠠᡴᡡᠨ ᡤᡡᠰᠠ, romanizado: jakūn gūsaᠵᠠᡴᡡᠨ
ᡤᡡᠰᠠ; en mongol: ᠨᠠᠶᠢᠮᠠᠨ 
ᠬᠣᠰᠢᠭᠤ) fueron divisiones administrativas y militares bajo la dinastía Jin posterior y la dinastía Qing de China en las que se ubicaron todos los hogares manchúes. Originalmente basadas puramente en afiliaciones tribales, pronto adquirieron importancia militar, ya que cada bandera o estandarte debía aportar un determinado número de tropas. En este sentido, competían con el Ejército del estandarte verde de los chinos han. En la guerra, las Ocho banderas funcionaban como ejércitos, pero el sistema de banderas o estandartes también era el marco organizativo básico de toda la sociedad manchú. Creado a principios del siglo XVII por Nurhaci, los ejércitos de las banderas desempeñaron un papel fundamental en la unificación de Nurhaci del fragmentado pueblo yurchen (que más tarde se llamaría «manchú» bajo el hijo de Nurhaci, Hong Taiji) y en la conquista de la dinastía Ming por parte de la dinastía Qing.  Todo manchú, hombre o mujer, pertenecía a una Bandera, y esta pertenencia era hereditaria. Este papel se reforzó aún más tras la conquista de China, cuando la dinastía Qing utilizó el sistema de Banderas para preservar la identidad manchú (en particular mediante el sistema de «matrimonios controlados»), al tiempo que creaba instituciones civiles y militares para controlar China.
Los elementos básicos de las Banderas eran los niru (en manchú: ᠨ᠋ᡳᡵᡠ; en chino: 佐領, romanizado: zuǒlǐng, lit. 'compañía'). Algunas de estas compañías reflejaban los lazos familiares o tribales que existían originalmente entre sus miembros, mientras que otras se liberaban deliberadamente de tales lazos para crear una fuerza militar más centralizada. En principio, cada compañía debía aportar 300 hombres para servir en la Gran Bandera al que pertenecía. A medida que fuerzas mongolas y chinas han se incorporaron al creciente establecimiento militar Qing, se crearon las Ocho banderas mongolas y las Ocho banderas han junto con las Banderas manchúes originales. Los ejércitos de las banderas eran considerados las fuerzas de élite del ejército Qing, mientras que el resto de las tropas imperiales se incorporaron al vasto Ejército del estandarte verde. La membresía en los estandartes se convirtió en hereditaria, y sus miembros recibieron tierras e ingresos. Después de la derrota de la dinastía Ming, los emperadores Qing continuaron apoyándose en las Ocho banderas en sus campañas militares posteriores. Después de las Diez Grandes Campañas del emperador Qianlong, la calidad de las tropas de las banderas disminuyó gradualmente. Su fracaso en sofocar la Rebelión Taiping de mediados del siglo XIX arruinó su reputación. Para finales del siglo XIX la tarea de defender el imperio había recaído en gran medida en ejércitos regionales, como el Ejército de Xiang. Con el tiempo, las Ocho Banderas se convirtieron en sinónimo de identidad manchú incluso a medida que su fuerza militar desaparecía.

## Historia

### Establecimiento
Inicialmente, las fuerzas de Nurhaci estaban organizadas en pequeños grupos de caza de aproximadamente una docena de hombres relacionados por sangre, matrimonio, clan o lugar de residencia, como era la costumbre yurchen. En 1601, con el creciente número de hombres bajo su mando, Nurhaci reorganizó sus tropas en compañías de 300 hogares. Cinco compañías formaban un batallón, y diez batallones una bandera. Se crearon originalmente cuatro banderas: amarilla, blanca, roja y azul, cada una nombrada según el color de su bandera. Para 1614, el número de compañías había crecido a unas 400. En 1615, el número de banderas se duplicó con la creación de banderas "bordadas". Las tropas de cada una de las cuatro banderas originales se dividieron entre una bandera llana y una bordada. La variante bordada de cada bandera tenía un borde rojo, excepto la Bandera Roja Bordada, que tenía un borde blanco.
Los ejércitos de banderas se expandieron rápidamente tras una serie de victorias militares bajo Nurhaci y sus sucesores. A partir de finales de la década de 1620, los yurchenes incorporaron tribus mongolas aliadas y conquistadas al sistema de las Ocho Banderas. En 1635, Hong Taiji, hijo de Nurhaci, renombró a su pueblo de yurchen a manchú. Ese mismo año, los mongoles fueron separados en las Ocho Banderas Mongolas (manchú: ᠮᠣᠩᡤᠣ
ᡤᡡᠰᠠ, monggo gūsa; en chino, 八旗蒙古; pinyin, bāqí ménggǔ; en mongol: Монгол найман хошуу).

### Invasiones de Corea
Bajo Hong Taiji, los ejércitos de banderas participaron en dos invasiones de Joseon en la península de Corea, primero en 1627 y nuevamente en 1636. Como consecuencia, Joseon se vio obligado a terminar su relación con los Ming y convertirse en tributario de los Qing.

### Conquista de la dinastía Ming
Inicialmente, las tropas han fueron incorporadas a las Banderas Manchúes existentes. Cuando Hong Taiji capturó Yongping en 1629, un contingente de artilleros se rindió ante él. En 1631, estas tropas fueron organizadas en el llamado Viejo Ejército Han bajo el comandante han Tong Yangxing. Estas unidades de artillería fueron decisivas para derrotar a las fuerzas del general Ming Zu Dashou en el asedio de Dalinghe ese mismo año. En 1636, Hong Taiji proclamó la creación de la dinastía Qing.
Entre 1637 y 1642, el Viejo Ejército Han, compuesto principalmente por nativos de Liaodong que se habían rendido en Yongping, Fushun, Dalinghe, etc., fue organizado en las Ocho Banderas Han (manchú: ᠨᡳᡴᠠᠨ
ᠴᠣᠣᡥᠠ nikan cooha o ᡠᠵᡝᠨ
ᠴᠣᠣᡥᠠ ujen cooha; en chino tradicional, 八旗漢軍; pinyin, bāqí hànjūn; en mongol: Манжийн Найман хошуу). Las Ocho Banderas originales fueron denominadas a partir de entonces como las Ocho Banderas Manchúes (manchú: ᠮᠠᠨᠵᡠ
ᡤᡡᠰᠠ, manju gūsa; en chino tradicional, 八旗滿洲; pinyin, bāqí mǎnzhōu; en mongol: Манжийн Найман хошуу). Aunque todavía se llamaban las "Ocho Banderas" de nombre, ahora había efectivamente veinticuatro ejércitos de banderas, ocho para cada uno de los tres principales grupos étnicos (manchú, mongol y han).
Entre las armas de pólvora de las Banderas, como mosquetes y artillería, estas eran manejadas específicamente por las Banderas Han.
Tras la muerte de Hong Taiji, Dorgon, comandante de la Bandera Blanca Sólida, se convirtió en regente. Rápidamente purgó a sus rivales y tomó el control de la Bandera Azul Sólida de Hong Taiji. Para 1644, se estima que dos millones de personas vivían en el sistema de las Ocho Banderas. Ese año, los rebeldes liderados por Li Zicheng capturaron Pekín, y el último emperador de la dinastía Ming, Chongzhen, se suicidó. Dorgon y sus banderizos se unieron a las fuerzas del desertor Ming Wu Sangui para derrotar a Li en la Batalla del paso Shanhai y asegurar Pekín para los Qing. El joven emperador Shunzhi fue entonces entronizado en la Ciudad Prohibida.
Los desertores Ming jugaron un papel importante en la conquista Qing de la Llanura Central. Los generales han étnicos que desertaron a los Qing a menudo recibían mujeres de la familia imperial Aisin Gioro en matrimonio, mientras que los soldados comunes que desertaban recibían mujeres manchúes no reales como esposas. Los Qing diferenciaban entre banderizos han y civiles han comunes. Los banderizos han estaban formados por han étnicos que desertaron a los Qing hasta 1644 y se unieron a las Ocho Banderas, otorgándoles privilegios sociales y legales además de ser aculturados a la cultura manchú. Tantos han desertaron a los Qing e hincharon las filas de las Ocho Banderas que los manchúes étnicos se convirtieron en minoría dentro de las Banderas, constituyendo solo el 16% en 1648, con los banderizos han dominando con el 75% y los banderizos mongoles formando el resto. Fue esta fuerza multiétnica, en la que los manchúes eran solo una minoría, la que conquistó la Llanura Central para los Qing. Hong Taiji reconoció que los desertores han eran necesarios para los Qing para ayudar en la conquista de los Ming, explicando a otros manchúes por qué necesitaba tratar al general desertor Ming Hung Ch'eng-ch'ou con lenidad.
Los Qing mostraron en propaganda dirigida al ejército Ming que valoraban las habilidades militares para atraerlos a desertar a los Qing, ya que el sistema político civil Ming discriminaba al ejército. Los tres oficiales banderizos han de Liaodong que jugaron un papel masivo en la conquista del sur de China desde los Ming fueron Shang Kexi, Geng Zhongming y Kong Youde, y gobernaron el sur de China autónomamente como virreyes para los Qing tras sus conquistas. Normalmente, los banderizos manchúes actuaban como fuerzas de reserva, mientras que los Qing usaban principalmente tropas han desertoras para luchar como vanguardia durante su conquista de la Llanura Central.
Los fronterizos militares han de Liaodong eran propensos a mezclarse y aculturarse con tribus (no han). El oficial mongol Mangui sirvió en el ejército Ming y luchó contra los manchúes, muriendo en batalla contra un ataque manchú. Los manchúes aceptaron y asimilaron a soldados han que desertaron. Los soldados transfronterizos han de Liaodong se aculturaron a la cultura manchú y usaron nombres manchúes. Los manchúes vivían en ciudades con murallas rodeadas de aldeas y adoptaron la agricultura al estilo han antes de la conquista Qing de los Ming. Los transfronterizos han abandonaron sus nombres han e identidades, y el secretario de Nurhaci, Dahai, podría haber sido uno de ellos.
Cuando Dorgon ordenó a los civiles han evacuar el centro de Pekín y trasladarse a las afueras, reasentó el centro con los banderizos, incluidos los banderizos han; posteriormente, se hicieron excepciones para permitir que los civiles han que ocupaban empleos gubernamentales o comerciales residieran en el centro.
Los Qing dependieron de los soldados del Estandarte Verde, formados por fuerzas militares Ming desertoras que se unieron a los Qing, para ayudar a gobernar el norte de China. Fueron las tropas han del Estandarte Verde quienes gobernaron activamente China localmente, mientras que los banderizos han, mongoles y manchúes solo eran traídos en situaciones de emergencia con resistencia militar sostenida.
Las princesas manchúes Aisin-Gioro también se casaban con hijos de oficiales han.
El príncipe regente manchú Dorgon dio una mujer manchú como esposa al oficial han Feng Quan, quien había desertado de los Ming a los Qing. Feng Quan adoptó voluntariamente el peinado de cola manchú antes de que se impusiera a la población han y aprendió el idioma manchú.

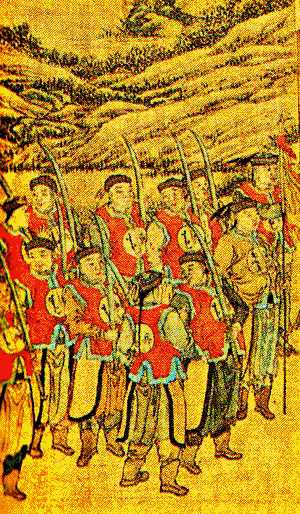
Banderas de finales del siglo XVII

Para promover la armonía étnica, un decreto de 1648 del emperador Shunzhi permitió a los hombres civiles han casarse con mujeres manchúes de las Banderas con el permiso del Consejo de Ingresos si eran hijas registradas de oficiales o comunes, o del capitán de su compañía de bandera si eran comunes no registradas. Solo más tarde en la dinastía se eliminaron estas políticas que permitían el matrimonio mixto. El decreto fue formulado por Dorgon.
La masacre de Guangzhou de fuerzas y civiles leales a los Ming en 1650 por las fuerzas Qing fue llevada a cabo enteramente por banderizos han liderados por los generales han Shang Kexi y Geng Jimao.
Los Qing enviaron banderizos han para luchar contra los leales Ming de Koxinga en Fujian. Los Qing llevaron a cabo una política de despoblación masiva desalojos forzando a las personas a evacuar la costa para privar a los leales Ming de Koxinga de recursos, lo que ha llevado al mito de que fue porque los manchúes "temían al agua". En Fujian, fueron los banderizos han quienes llevaron a cabo la lucha y las matanzas para los Qing, desmintiendo la afirmación irrelevante de que el supuesto miedo al agua de los manchúes tenía que ver con los desalojos y despejes costeros. Aunque un poema se refiere a los soldados que llevaron a cabo masacres en Fujian como "bárbaros", tanto el Ejército del Estandarte Verde han como los banderizos han estuvieron involucrados en la lucha por los Qing y llevaron a cabo la peor matanza. 400,000 soldados del Ejército del Estandarte Verde fueron usados contra los Tres Feudatorios además de 200,000 banderizos.

### Revuelta de los Tres Feudatorios

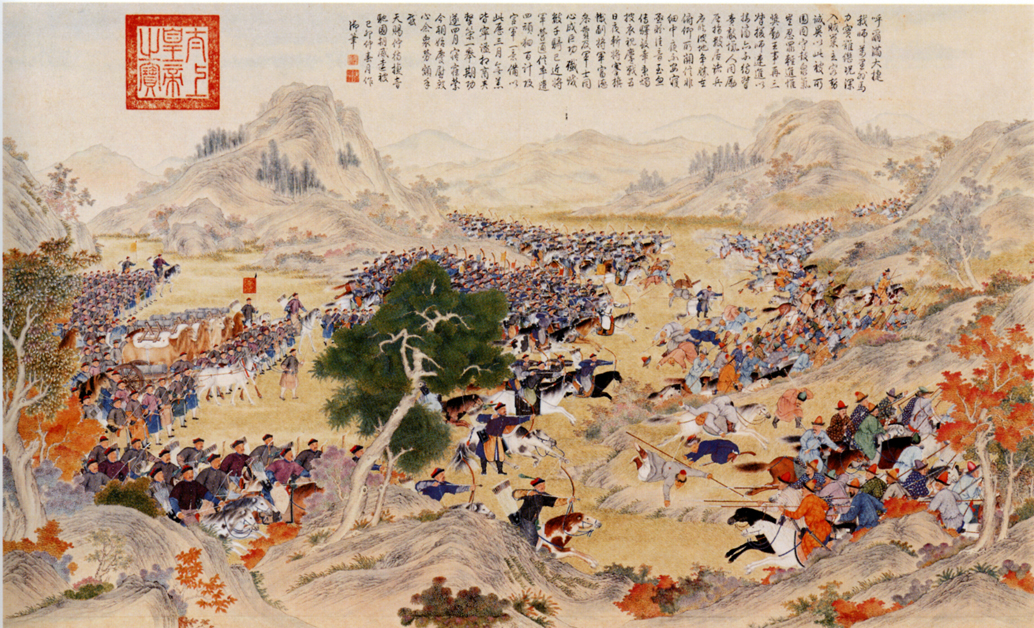
Batalla de Qurman, 1759

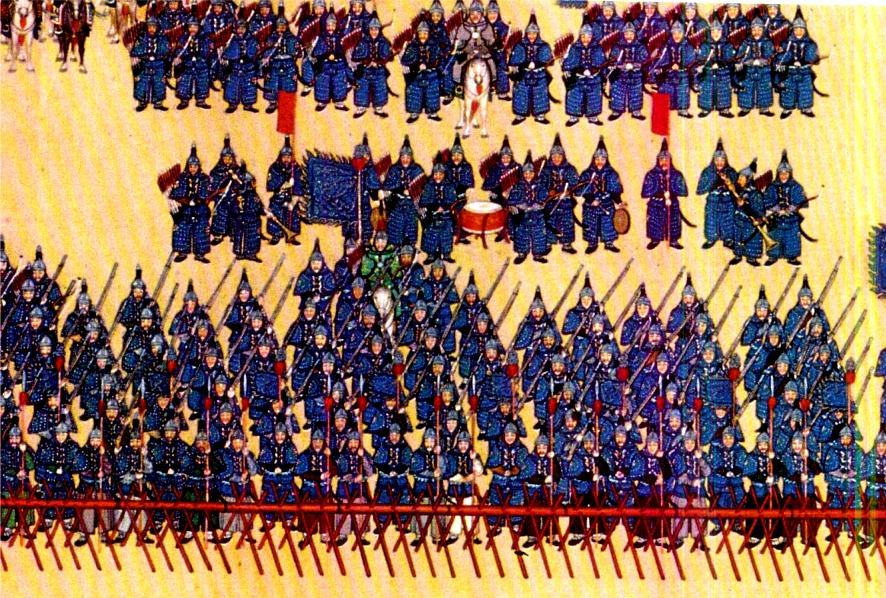
Soldados de la Bandera Azul durante el reinado del emperador Qianlong.

En la Revuelta de los Tres Feudatorios, los generales y banderizos manchúes fueron inicialmente superados por el mejor desempeño del Ejército del Estandarte Verde han, que luchó mejor contra los rebeldes, lo que fue notado por el emperador Kangxi, llevándolo a encargar a los generales Sun Sike, Wang Jinbao y Zhao Liangdong liderar soldados del Estandarte Verde para aplastar a los rebeldes. Los Qing pensaban que los han eran superiores en la lucha contra otros han y usaron el Ejército del Estandarte Verde como el ejército dominante y mayoritario en aplastar a los rebeldes en lugar de los banderizos. En el noroeste de China contra Wang Fuchen, los Qing pusieron a los banderizos en la retaguardia como reservas mientras usaban soldados del Ejército del Estandarte Verde han y generales han como Zhang Liangdong, Wang Jinbao y Zhang Yong como las principales fuerzas militares, y estos generales han lograron la victoria sobre los rebeldes. Sichuan y el sur de Shaanxi fueron retomados por el Ejército del Estandarte Verde han bajo Wang Jinbao y Zhao Liangdong en 1680, con los manchúes solo participando en la logística y provisiones. 400,000 soldados del Ejército del Estandarte Verde y 150,000 banderizos sirvieron en el lado Qing durante la guerra. 213 compañías de Banderas Han y 527 compañías de Banderas Mongolas y Manchúes fueron movilizadas por los Qing durante la revuelta.
Las fuerzas Qing fueron aplastadas por Wu de 1673 a 1674. Los Qing tenían el apoyo de la mayoría de los soldados han y la élite han contra los Tres Feudatorios, ya que se negaron a unirse a Wu Sangui en la revuelta, mientras que las Ocho Banderas y los oficiales manchúes tuvieron un desempeño pobre contra Wu Sangui, por lo que los Qing respondieron usando un ejército masivo de más de 900,000 han (no banderizos) en lugar de las Ocho Banderas para luchar y aplastar a los Tres Feudatorios. Las fuerzas de Wu Sangui fueron aplastadas por el Ejército del Estandarte Verde, compuesto por soldados Ming desertores.

### Expansión territorial
Las tropas con escudos de ratán de Koxinga se hicieron famosas por luchar y derrotar a los holandeses en Taiwán. Tras la rendición de los antiguos seguidores de Koxinga en Taiwán, el nieto de Koxinga, Zheng Keshuang, y sus tropas fueron incorporados a las Ocho Banderas. Sus soldados con escudos de ratán (Tengpaiying) 藤牌营 fueron usados contra los cosacos rusos en Albazin.
Bajo los emperadores Kangxi y Qianlong, las Ocho Banderas participaron en una serie de campañas militares para someter a los leales Ming y estados vecinos. En las celebradas Diez Grandes Campañas del emperador Qianlong, los ejércitos de banderas lucharon junto a las tropas del Ejército del Estandarte Verde, expandiendo el imperio Qing a su mayor extensión territorial. Aunque parcialmente exitosas, las campañas fueron una pesada carga financiera para el tesoro Qing y expusieron debilidades en el ejército Qing. Muchos banderizos perdieron sus vidas en la campaña de Birmania, a menudo como resultado de enfermedades tropicales, a las que tenían poca resistencia. En combate, mientras las tropas de banderas podían igualar a las fuerzas birmanas y vietnamitas en campo abierto, a menudo eran flanqueadas y emboscadas por las fuerzas locales. Además, los elefantes de guerra birmanos y vietnamitas aterrorizaban a los caballos de la caballería de banderas, dejando a la infantería de banderas vulnerable.

### Historia posterior
Aunque las banderas fueron fundamentales en la transición de Ming a Qing en el siglo XVII, comenzaron a quedarse atrás de las potencias occidentales emergentes en el siglo XVIII. Para la década de 1730, los banderizos descuidaban sus deberes militares, prefiriendo gastar sus salarios en juegos de azar y entretenimiento. Subsidiar a los 1.5 millones de hombres, mujeres y niños en el sistema era una proposición costosa, agravada por la malversación y la corrupción. La miseria en las guarniciones del noreste llevó a muchos banderizos manchúes a abandonar sus puestos y, en respuesta, el gobierno Qing los condenó a esclavitud penal o muerte.
En el siglo XIX, las tropas de las Ocho Banderas y del Estandarte Verde no pudieron sofocar la Rebelión Taiping y la Rebelión Nian por sí solas. Funcionarios regionales como Zeng Guofan recibieron instrucciones de formar sus propias fuerzas de la población civil, lo que llevó a la creación del Ejército Xiang y el Ejército Huai, entre otros. Junto con el Ejército Siempre Victorioso de Frederick Townsend Ward, fueron estos ejércitos de señores de la guerra (conocidos como yongying) los que finalmente lograron restaurar el control Qing en este período turbulento.
John Ross, un misionero escocés que sirvió en Manchuria en el siglo XIX, escribió sobre los banderizos: "Su pretensión de ser militares se basa en su ascendencia más que en su habilidad en armas; y su paga se les da por la destreza de sus padres, y no por ninguna esperanza de su eficiencia como soldados. Sus cualidades militares se incluyen en los logros de la ociosidad, montar a caballo y el uso del arco y la flecha, en los que practican en unas pocas ocasiones raras cada año."

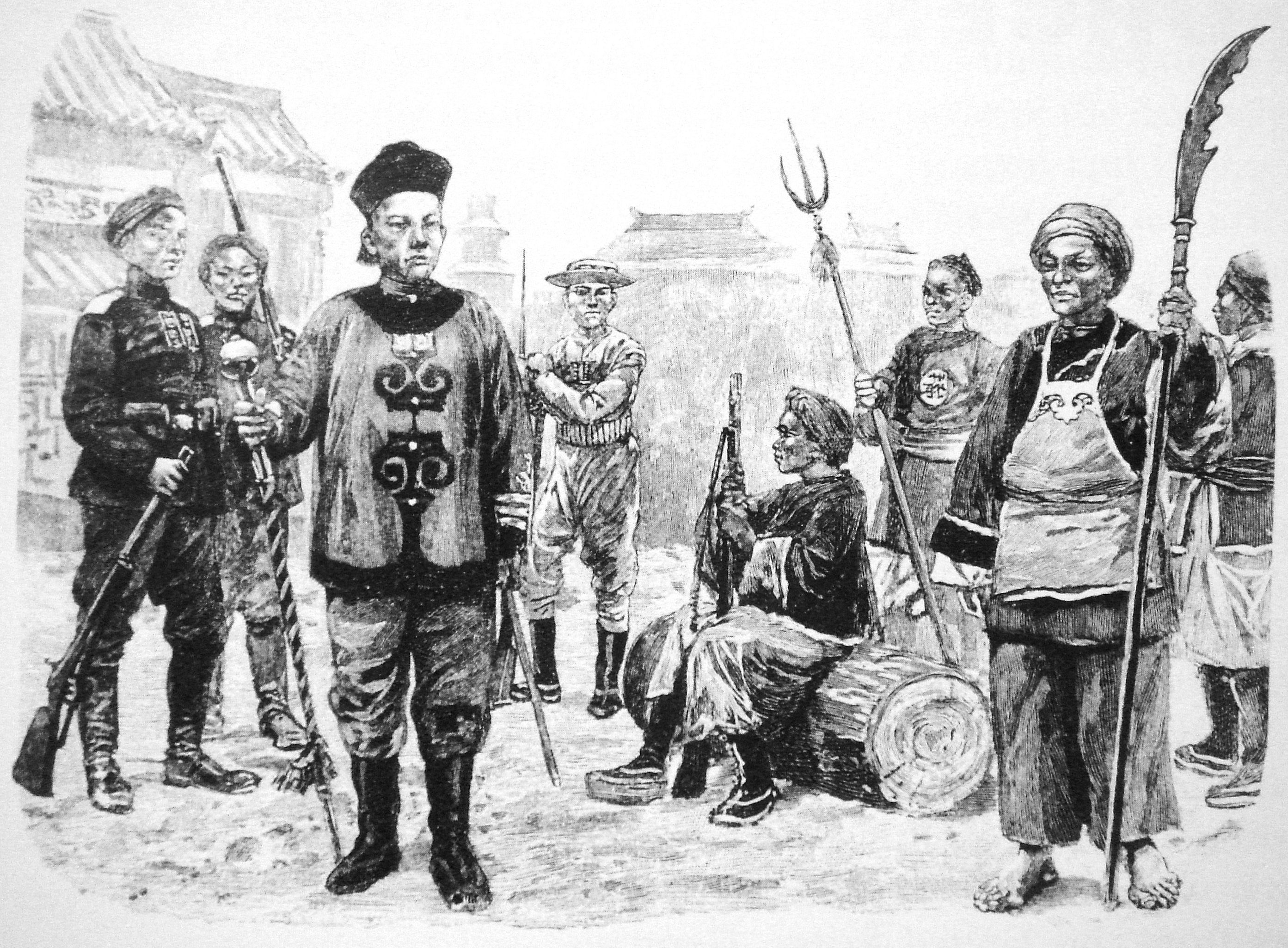
Soldados chinos en el levantamiento de los bóxers; el de la izquierda es un banderizo

Durante el levantamiento de los bóxers, 1899–1901, las potencias europeas reclutaron a 10,000 banderizos de las Banderas Metropolitanas en el cuerpo Wuwei y les dieron entrenamiento y armas modernizadas. Uno de estos fue el Hushenying. Sin embargo, muchos banderizos manchúes en Pekín apoyaron a los bóxers y compartían su sentimiento anti-extranjero. Los banderizos pro-bóxers sufrieron fuertes bajas y posteriormente fueron llevados a una pobreza desesperada.
Zhao Erfeng y Zhao Erxun fueron dos banderizos han importantes en el período tardío de los Qing.
A finales del siglo XIX, la dinastía Qing comenzó a entrenar y crear unidades del Nuevo Ejército basadas en entrenamiento, equipamiento y organización occidentales. Sin embargo, el sistema de banderas permaneció en existencia hasta la caída de los Qing en 1912, e incluso más allá, con una organización residual funcionando hasta 1924.
Al final de la dinastía Qing, todos los miembros de las Ocho Banderas, independientemente de su etnicidad original, fueron considerados por la República de China como manchúes.
Los banderizos han se convirtieron en una clase política de élite en la Provincia de Fengtian en el período tardío de los Qing y en la era republicana.
Además de enviar exiliados han condenados por crímenes a Xinjiang para ser esclavos de las guarniciones de banderas allí, los Qing también practicaron el exilio inverso, exiliando a criminales de Asia Interior (mongoles, rusos y musulmanes de Mongolia y Asia Interior) a China continental donde servirían como esclavos en guarniciones de banderas han en Guangzhou. Rusos, oirates y musulmanes (Oros, Ulet, Hoise jergi weilengge niyalma) como Yakov y Dmitri fueron exiliados a la guarnición de banderas han en Guangzhou. En la década de 1780, tras la derrota de la revuelta Jahriyya en Gansu iniciada por Zhang Wenqing (張文慶), musulmanes como Ma Jinlu (馬進祿) fueron exiliados a la guarnición de banderas han en Guangzhou para convertirse en esclavos de oficiales de banderas han. El código Qing que regulaba a los mongoles en Mongolia sentenciaba a los criminales mongoles al exilio y a convertirse en esclavos de banderizos han en guarniciones de banderas han en China continental.

## Organización
A nivel más alto, las ocho banderas se categorizaban en dos agrupaciones. Las tres banderas "superiores" (ambas Banderas Amarillas y la Bandera Blanca Llana) estaban bajo el mando nominal del emperador mismo, mientras que las cinco banderas "inferiores" eran comandadas por otros. Las banderas también se dividían en un "ala izquierda" y un "ala derecha" según cómo se dispondrían en batalla. En Pekín, el ala izquierda ocupaba los barrios de banderas del este y el ala derecha los del oeste.
La unidad más pequeña en un ejército de banderas era la compañía, o niru (en chino tradicional, 佐領; pinyin, zuǒlǐng, en mongol: Сум), compuesta nominalmente por 300 soldados y sus familias. El término niru significa "flecha" en el idioma manchú y originalmente era el nombre manchú para un grupo de caza, que estaría armado con arcos y flechas. 15 compañías (4,500 hombres) formaban un jalan (en chino tradicional, 參領; pinyin, cānlǐng; en mongol: Заланг). 4 jalan constituían un gūsa (bandera, en chino, 旗; pinyin, qí, en mongol: Хошуу), con un total de 60 compañías, o 18,000 hombres. Los tamaños reales a menudo variaban sustancialmente de estos estándares.
| gūsa | jalan | niru |
| ---- | ----- | ---- |
| ᡤᡡᠰᠠ | ᠵᠠᠯᠠᠨ | ᠨᡳᡵᡠ |

| Bandera | Español                  | Manchú                                     | Mongol                                        | Chino               | I/D       | S/I      |
| ------- | ------------------------ | ------------------------------------------ | --------------------------------------------- | ------------------- | --------- | -------- |
|         | Bandera Amarilla Bordada | ᡴᡠᠪᡠᡥᡝ ᠰᡠᠸᠠᠶᠠᠨ ᡤᡡᠰᠠ kubuhe suwayan gūsa    | ᠬᠥᠪᠡᠭᠡᠲᠦ ᠰᠢᠷᠠ ᠬᠣᠰᠢᠭᠤ köbegetü sir-a qosiɣu    | 鑲黃旗 xiānghuángqí | Izquierda | Superior |
|         | Bandera Amarilla Llana   | ᡤᡠᠯᡠ ᠰᡠᠸᠠᠶᠠᠨ ᡤᡡᠰᠠ gulu suwayan gūsa        | ᠰᠢᠯᠤᠭᠤᠨ ᠰᠢᠷᠠ ᠬᠣᠰᠢᠭᠤ siluɣun sir-a qosiɣu      | 正黃旗 zhènghuángqí | Derecha   | Superior |
|         | Bandera Blanca Llana     | ᡤᡠᠯᡠ ᡧᠠᠩᡤᡳᠶᠠᠨ ᡤᡡᠰᠠ gulu šanggiyan gūsa     | ᠰᠢᠯᠤᠭᠤᠨ ᠴᠠᠭᠠᠨ ᠬᠣᠰᠢᠭᠤ siluɣun čaɣan qosiɣu     | 正白旗 zhèngbáiqí   | Izquierda | Superior |
|         | Bandera Roja Llana       | ᡤᡠᠯᡠ ᡶᡠᠯᡤᡳᠶᠠᠨ ᡤᡡᠰᠠ gulu fulgiyan gūsa      | ᠰᠢᠯᠤᠭᠤᠨ ᠤᠯᠠᠭᠠᠨ ᠬᠣᠰᠢᠭᠤ siluɣun ulaɣan qosiɣu   | 正紅旗 zhènghóngqí  | Derecha   | Inferior |
|         | Bandera Blanca Bordada   | ᡴᡠᠪᡠᡥᡝ ᡧᠠᠩᡤᡳᠶᠠᠨ ᡤᡡᠰᠠ kubuhe šanggiyan gūsa | ᠬᠥᠪᠡᠭᠡᠲᠦ ᠴᠠᠭᠠᠨ ᠬᠣᠰᠢᠭᠤ köbegetü čaɣan qosiɣu   | 鑲白旗 xiāngbáiqí   | Izquierda | Inferior |
|         | Bandera Roja Bordada     | ᡴᡠᠪᡠᡥᡝ ᡶᡠᠯᡤᡳᠶᠠᠨ ᡤᡡᠰᠠ kubuhe fulgiyan gūsa  | ᠬᠥᠪᠡᠭᠡᠲᠦ ᠤᠯᠠᠭᠠᠨ ᠬᠣᠰᠢᠭᠤ köbegetü ulaɣan qosiɣu | 鑲紅旗 xiānghóngqí  | Derecha   | Inferior |
|         | Bandera Azul Llana       | ᡤᡠᠯᡠ ᠯᠠᠮᡠᠨ ᡤᡡᠰᠠ gulu lamun gūsa            | ᠰᠢᠯᠤᠭᠤᠨ ᠬᠥᠬᠡ ᠬᠣᠰᠢᠭᠤ siluɣun köke qosiɣu       | 正藍旗 zhènglánqí   | Izquierda | Inferior |
|         | Bandera Azul Bordada     | ᡴᡠᠪᡠᡥᡝ ᠯᠠᠮᡠᠨ ᡤᡡᠰᠠ kubuhe lamun gūsa        | ᠬᠥᠪᠡᠭᠡᠲᠦ ᠬᠥᠬᠡ ᠬᠣᠰᠢᠭᠤ köbegetü köke qosiɣu     | 鑲藍旗 xiānglánqí   | Derecha   | Inferior |

### Composición étnica
Inicialmente, los ejércitos de banderas estaban compuestos principalmente por individuos de varias tribus manchúes. A medida que nuevas poblaciones fueron incorporadas al imperio, los ejércitos se expandieron para acomodar tropas de diferentes etnias. Los ejércitos de banderas eventualmente abarcaron tres componentes étnicos principales: los manchúes, los han y los mongoles, y varios grupos étnicos menores, como los xibe, los daur y los evenkis.
Cuando los yurchenes fueron reorganizados por Nurhaci en las Ocho Banderas, muchos clanes manchúes fueron creados artificialmente por grupos de personas no relacionadas que fundaron un nuevo clan manchú (mukun) usando un nombre de origen geográfico, como un topónimo, para su hala (nombre de clan).
Había historias de han que migraban a los yurchenes y se asimilaban a la sociedad yurchen manchú, y Nikan Wailan podría haber sido un ejemplo de esto. El clan manchú Cuigiya 崔佳氏 afirmó que un han chino fundó su clan. El clan Tohoro 托和啰 (Duanfang's clan) afirmó un origen han chino. El clan han chino de banderas Tong 佟 de Fushun en Liaoning afirmó falsamente estar relacionado con el clan yurchen manchú Tunggiya 佟佳 de Jilin, usando esta falsa afirmación para transferirse a una bandera manchú durante el reinado del emperador Kangxi.
La transferencia de familias de Banderas Han o estatus de Sirviente Vinculado (Booi Aha) a Banderas Manchúes, cambiando su etnicidad de han a manchú, se llamaba Taiqi (抬旗) en chino. Serían transferidos a las tres banderas manchúes "superiores". Era una política de los Qing transferir a las familias inmediatas (los hermanos, el padre) de la madre de un emperador a las tres Banderas Manchúes superiores y añadir "giya" 佳 al final de su apellido para manchuizarlo. Esto ocurría típicamente en casos de matrimonio mixto con la familia imperial Qing Aisin Gioro, y los parientes cercanos (padres y hermanos) de la concubina o Emperatriz serían promovidos de la Bandera Han a la Bandera Manchú y se convertirían en manchúes. La mujer de la Bandera Han Emperatriz Xiaoyichun y toda su familia fueron transferidas a las Banderas Manchúes debido a su estatus como madre de un emperador y su apellido cambió de Wei 魏 a Weigiya 魏佳.
Los Qing decían que "Manchú y Han son una sola casa" 滿漢一家 y que la diferencia era "no entre manchú y han, sino entre banderizo y civil" 不分滿漢，但問旗民 o 但問旗民，不問滿漢.
Grupos selectos de banderizos han chinos fueron transferidos masivamente a Banderas Manchúes por los Qing, cambiando su etnicidad de han chino a manchú. Banderizos han chinos de Tai Nikan 台尼堪 (chinos de puestos de vigilancia) y Fusi Nikan 撫順尼堪 (chinos de Fushun) fueron transferidos a las banderas manchúes en 1740 por orden del emperador Qianlong Qing. Fue entre 1618-1629 cuando los han chinos de Liaodong que más tarde se convirtieron en Fushun Nikan y Tai Nikan desertaron a los yurchenes (manchúes). Estos clanes manchúes de origen han chino continúan usando sus apellidos han originales y están marcados como de origen han en listas Qing de clanes manchúes.
Familias manchúes adoptaron hijos han chinos de familias de origen sirviente vinculado Booi Aha (baoyi) y sirvieron en registros de compañías manchúes como manchúes de hogar separado, y la corte imperial Qing descubrió esto en 1729. Los banderizos manchúes que necesitaban dinero ayudaron a falsificar el registro para sirvientes han chinos adoptados en las banderas manchúes, y las familias manchúes que carecían de hijos podían adoptar a los hijos de sus sirvientes o a los sirvientes mismos. Las familias manchúes fueron pagadas por adoptar hijos han chinos de familias de sirvientes por esas familias. El capitán de la Guardia Imperial Qing, Batu, estaba furioso con los manchúes que adoptaban han chinos como hijos de familias esclavas y sirvientes a cambio de dinero y expresó su desagrado por adoptar han chinos en lugar de otros manchúes. Estos han chinos que se infiltraron en las Banderas Manchúes por adopción eran conocidos como "banderizos de estatus secundario" y "manchúes falsos" o "manchúes de registro separado", y eventualmente hubo tantos de estos han chinos que tomaron posiciones militares en las Banderas que previamente estaban reservadas para los yurchenes manchúes. Los banderizos de estatus secundario han chinos y los banderizos de registro separado constituían 800 de 1,600 soldados de las Banderas Mongolas y Manchúes de Hangzhou en 1740, casi el 50%. Los hijos adoptivos han chinos constituían 220 de 1,600 tropas no salariadas en Jingzhou en 1747, y una variedad de banderizos de registro separado han chinos, mongoles y manchúes formaban el resto. Los banderizos de estatus secundario han chinos constituían 180 de 3,600 hogares de tropas en Ningxia, mientras que los registros separados han chinos constituían 380 de 2,700 soldados manchúes en Liangzhou. El resultado de que estos han manchúes tomaran posiciones militares fue que muchos yurchenes manchúes fueron privados de sus posiciones tradicionales como soldados en los ejércitos de banderas, resultando en que los han manchúes suplantaran el estatus económico y social de los yurchenes manchúes. Se decía que estos han manchúes eran buenas tropas militares y sus habilidades en marcha y tiro con arco estaban a la par, de modo que el teniente general de Zhapu no podía diferenciarlos de los yurchenes manchúes en términos de habilidades militares. Las Banderas Manchúes contenían muchos "manchúes falsos" de familias civiles han chinas adoptadas por banderizos manchúes después del reinado de Yongzheng. Las banderas mongolas y manchúes de Jingkou y Jiangning tenían 1,795 han chinos adoptados y las banderas mongolas y manchúes de Pekín tenían 2,400 han chinos adoptados en estadísticas tomadas del censo de 1821. A pesar de los intentos Qing de diferenciar a los han chinos adoptados de los banderizos manchúes normales, las diferencias entre ellos se volvieron difusas. Estos sirvientes vinculados han chinos adoptados que lograron entrar en roles de banderas manchúes fueron llamados kaihu ren (開戶人) en chino y dangse faksalaha urse en manchú. Los manchúes normales eran llamados jingkini Manjusa.
Los banderizos manchúes comunes que no eran nobleza eran llamados irgen, que significa común, en contraste con la nobleza manchú de las "Ocho Grandes Casas" que tenían títulos nobiliarios.
Jiang Xingzhou 姜興舟, un teniente banderizo han de la Bandera Amarilla Bordada, se casó con una mujer musulmana en Mukden durante el reinado tardío de Qianlong. Huyó de su puesto por miedo a ser castigado por ser un banderizo que se casó con una mujer común. Fue sentenciado a muerte por abandonar su puesto oficial, pero la sentencia fue conmutada y no fue ejecutado.
A finales del siglo XIX y principios del XX, el matrimonio mixto entre manchúes y banderizos han en el noreste aumentó, ya que las familias manchúes estaban más dispuestas a casar a sus hijas con hijos de familias han acomodadas para intercambiar su estatus étnico por un estatus financiero más alto.

## Soldados de banderas

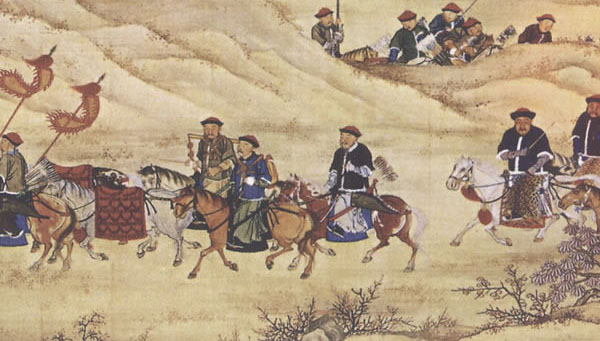
Banderizos acompañando una partida de caza imperial. La caza servía como ejercicio militar y para mejorar la coordinación entre unidades militares.

Desde que China fue puesta bajo el dominio de la dinastía Qing, los soldados de banderas se volvieron más profesionales y burocratizados. Una vez que los manchúes asumieron el gobierno, ya no podían satisfacer las necesidades materiales de los soldados confiscando y distribuyendo botín; en cambio, se instituyó un sistema de salarios, se estandarizaron los rangos y las Ocho Banderas se convirtieron en una especie de casta militar hereditaria, aunque con una fuerte inflexión étnica. Los soldados de banderas ocuparon posiciones permanentes, ya sea como defensores de la capital, Pekín, donde aproximadamente la mitad vivía con sus familias, o en las provincias, donde se establecieron unas dieciocho guarniciones. Las guarniciones de banderas más grandes durante la mayor parte de la dinastía Qing estuvieron en Pekín, seguidas por Xi'an y Hangzhou. Poblaciones considerables de banderas también fueron colocadas en Manchuria y en puntos estratégicos a lo largo de la Gran Muralla China, el Río Yangtsé y el Gran Canal.

### Banderizos destacados
- Agui – participó en la guerra chino-birmana y la supresión de los pueblos de las colinas Jinchuan. Miembro de la Bandera Azul Llana.
- Fuheng – comandante en la guerra chino-birmana. Miembro de la Bandera Amarilla Bordada.
- Fuk'anggan – comandante en la guerra chino-nepalesa. Miembro de la Bandera Amarilla Bordada.
- Geng Zhongming – señor de la guerra de la dinastía Ming. Inducido en la Bandera Amarilla Llana China tras someterse a los Qing.
- Li Yongfang – comandante de frontera de la dinastía Ming. Inducido en la Bandera Azul Llana China tras rendirse a los Qing.
- Shi Lang
- Zheng Keshuang – nieto de Koxinga. Inducido en la Bandera Roja Llana China tras rendirse a los Qing.
- Zhu Zhiliang – descendiente de la Familia Imperial Casa de Zhu. Otorgado el título Marqués de Gracia Extendida e inducido en la Bandera Blanca Llana China.
- Zu Dashou – comandante de frontera de la dinastía Ming. Inducido en la Bandera Amarilla Llana China tras rendirse a los Qing.

### Citas
1. ↑  Franz Michael,  "Military organization and power structure of China during the Taiping Rebellion." Pacific Historical Review 18.4 (1949): 469-483 online Archivado el 25 de septiembre de 2022 en Wayback Machine.
2. ↑  Wakeman, 1985, pp. 53–54.
3. ↑  Wakeman, 1985, p. 54.
4. 1 2 3  Elliott, 2001, p. 59.
5. ↑  Wakeman, 1985, pp. 168–169.
6. ↑  Wakeman, 1985, pp. 182–183.
7. ↑  Elliott, 2006, p. 43.
8. ↑  Wakeman, 1977, pp. 84–.
9. ↑  Evelyn S. Rawski (15 de noviembre de 1998). The Last Emperors: A Social History of Qing Imperial Institutions [Los últimos emperadores: Una historia social de las instituciones imperiales Qing] (en inglés). University of California Press. pp. 61-. ISBN 978-0-520-92679-0. Consultado el 13 de junio de 2025.
10. 1 2  Di Cosmo, 2007, p. 23.
11. 1 2  Elliott, 2006, p. 30.
12. ↑  Wakeman, 1985, pp. 257–313.
13. ↑  Naquin, 1987, p. 141.
14. ↑  Fairbank y Goldman, 2006, p. 146.
15. ↑  Rawski, 1991, p. 175.
16. ↑  The Cambridge History of China: Pt. 1 ; The Ch'ing Empire to 1800 [La historia de Cambridge de China: Parte 1; El imperio Qing hasta 1800] (en inglés). Cambridge University Press. 1978. pp. 65-. ISBN 978-0-521-24334-6. Consultado el 13 de junio de 2025.
17. ↑  Di Cosmo, 2007, p. 6.
18. ↑  Di Cosmo, 2007, p. 7.
19. ↑  Di Cosmo, 2007, p. 9.
20. ↑  Wakeman, 1985, pp. 39–.
21. ↑  Wakeman, 1985, pp. 41–.
22. ↑  Oriens extremus [Extremo Oriente]. Kommissionverlag O. Harrasowitz. 1959. p. 137. Consultado el 13 de junio de 2025.
23. ↑  Wakeman, 1985, pp. 42–.
24. ↑  Wakeman, 1985, pp. 43–.
25. ↑  Wakeman, 1985, pp. 44–.
26. 1 2  Wakeman, 1985, pp. 478–.
27. ↑  Wakeman, 1985, pp. 480–.
28. ↑  Wakeman, 1985, pp. 481–.
29. ↑  Walthall, 2008, pp. 154–.
30. ↑  Wakeman, 1985, pp. 872–.
31. ↑  Wakeman, 1985, pp. 868–.
32. ↑  Wang 2004, pp. 215–216 & 219–221.
33. ↑  Walthall, 2008, pp. 140-141..
34. ↑  Sealords live in vain : Fujian and the making of a maritime frontier in seventeenth-century China. p. 135.
35. ↑  Sealords live in vain : Fujian and the making of a maritime frontier in seventeenth-century China. p. 198.
36. ↑  Sealords live in vain : Fujian and the making of a maritime frontier in seventeenth-century China. p. 206.
37. ↑  Sealords live in vain : Fujian and the making of a maritime frontier in seventeenth-century China. p. 307.
38. ↑  Di Cosmo, 2007, p. 24.
39. ↑  Di Cosmo, 2007, pp. 24–25.
40. 1 2 3  Di Cosmo, 2007, p. 15.
41. ↑  Graff y Higham, 2012, pp. 119–.
42. ↑  Graff y Higham, 2012, pp. 120–.
43. ↑  Graff y Higham, 2012, pp. 121–122.
44. ↑  Crossley, 1990, pp. 56–57.
45. ↑  Franz Michael, "Military organization and power structure of China during the Taiping Rebellion." Pacific Historical Review 18.4 (1949): 469-483 online  (enlace roto disponible en este archivo)..
46. ↑  Ross, 1891, p. 683.
47. ↑  Crossley, 1990, p. 174.
48. ↑  Rhoads, 2000, p. 80.
49. ↑  Yoshiki Enatsu (2004). Banner Legacy: The Rise of the Fengtian Local Elite at the End of the Qing [Legado de las banderas: El ascenso de la élite local de Fengtian al final de los Qing] (en inglés). Center for Chinese Studies, The University of Michigan. ISBN 978-0-89264-165-9. Consultado el 13 de junio de 2025.
50. ↑  Yongwei, MWLFZZ, FHA 03-0188-2740-032, QL 43.3.30 (26 de abril de 1778).
51. ↑  Šande 善德, MWLFZZ, FHA 03-0193-3238-046, QL 54.5.6 (30 de mayo de 1789) y Šande, MWLFZZ, FHA 03-0193-3248-028, QL 54.6.30 (20 de agosto de 1789).
52. ↑  1789 Mongol Code (Ch. 蒙履 Menggu lüli, Mo. Mongγol čaγaǰin-u bičig), (Ch. 南省，給駐防爲, Mo. emün-e-tü muji-dur čölegüljü sergeyilen sakiγči quyaγ-ud-tur boγul bolγ-a). Mongol Code 蒙例 (Beijing: Lifan yuan, 1789; reprinted Taipei: Chengwen chubanshe, 1968), p. 124. Batsukhin Bayarsaikhan, Mongol Code (Mongγol čaγaǰin-u bičig), Monumenta Mongolia IV (Ulaanbaatar: Centre for Mongol Studies, National University of Mongolia, 2004), p. 142.
53. ↑  Elliott, 2001, p. 79.
54. ↑  Sneath, David (2007). The Headless State: Aristocratic Orders, Kinship Society, and Misrepresentations of Nomadic Inner Asia [El estado sin cabeza: Órdenes aristocráticas, sociedad de parentesco y tergiversaciones de Asia Interior nómada] (en inglés) (edición ilustrada). Columbia University Press. pp. 99-100. ISBN 978-0-231-51167-4. Consultado el 13 de junio de 2025.
55. ↑  Chʻing Shih Wen Tʻi [Problemas de la historia Qing] (en inglés). Society for Qing Studies. 1989. p. 70. Consultado el 13 de junio de 2025.
56. ↑  《清朝通志·氏族略·满洲八旗姓》
57. 1 2  Edward J. M. Rhoads (1 de diciembre de 2011). Manchus and Han: Ethnic Relations and Political Power in Late Qing and Early Republican China, 1861–1928 [Manchúes y han: Relaciones étnicas y poder político en el Qing tardío y la China republicana temprana, 1861–1928] (en inglés). University of Washington Press. pp. 55-. ISBN 978-0-295-80412-5. Consultado el 13 de junio de 2025.
58. ↑  Patrick Taveirne (enero de 2004). Han-Mongol Encounters and Missionary Endeavors: A History of Scheut in Ordos (Hetao) 1874-1911 [Encuentros han-mongoles y esfuerzos misioneros: Una historia de Scheut en Ordos (Hetao) 1874-1911] (en inglés). Leuven University Press. pp. 339-. ISBN 978-90-5867-365-7. Consultado el 13 de junio de 2025.
59. ↑  Crossley, 1999, pp. 48–.
60. ↑  Chʻing Shih Wen Tʻi [Problemas de la historia Qing] (en inglés). Society for Qing Studies. 1989. p. 71. Consultado el 13 de junio de 2025.
61. ↑  Hummel, Arthur W. Sr. (1943). «Tuan-fang». Eminent Chinese of the Ch'ing Period. United States Government Printing Office (en inglés).
62. ↑  Crossley, Pamela (junio de 1983). «restricted access The Tong in Two Worlds: Cultural Identities in Liaodong and Nurgan during the 13th-17th centuries» [El Tong en dos mundos: Identidades culturales en Liaodong y Nurgan durante los siglos XIII-XVII]. Ch'ing-shih Wen-t'i (Johns Hopkins University Press) 4 (9): 21-46. Consultado el 13 de junio de 2025.
63. ↑  William T. Rowe (15 de febrero de 2010). China's Last Empire: The Great Qing [El último imperio de China: El gran Qing]. Harvard University Press. pp. 11-. ISBN 978-0-674-05455-4. Consultado el 13 de junio de 2025. Ruchang Zhou; Ronald R. Gray; Mark S. Ferrara (2009). Between Noble and Humble: Cao Xueqin and the Dream of the Red Chamber [Entre noble y humilde: Cao Xueqin y el sueño de la cámara roja]. Peter Lang. pp. 68-. ISBN 978-1-4331-0407-7. Consultado el 13 de junio de 2025. David E. Mungello (enero de 1994). The Forgotten Christians of Hangzhou [Los cristianos olvidados de Hangzhou]. University of Hawaii Press. pp. 29-. ISBN 978-0-8248-1540-0. Consultado el 13 de junio de 2025. Evelyn S. Rawski (15 de noviembre de 1998). The Last Emperors: A Social History of Qing Imperial Institutions [Los últimos emperadores: Una historia social de las instituciones imperiales Qing]. University of California Press. pp. 72-. ISBN 978-0-520-92679-0. Consultado el 13 de junio de 2025. Chʻing Shih Wen Tʻi [Problemas de la historia Qing]. Society for Qing Studies. 1989. pp. 80, 84. Consultado el 13 de junio de 2025. Ch'ing-shih Wen-t'i [Problemas de la historia Qing]. Ch'ing-shih wen-t'i. 1983. pp. 22, 28, 29. Consultado el 13 de junio de 2025. N. Standaert (1 de enero de 2001). Handbook of Christianity in China [Manual de cristianismo en China]. Brill. p. 444. ISBN 978-90-04-11431-9. Consultado el 13 de junio de 2025.
64. ↑  Crossley, 1999, pp. 113–115.
65. ↑  Elliott, 2001, p. 87-.
66. ↑  «jds.cass.cn» [jds.cass.cn]. Archivado desde el original el 1 de febrero de 2016. Consultado el 13 de junio de 2025.
67. ↑  «发现东亚（十）〡"满"与"旗"：族、籍之间_澎湃研究所_澎湃新闻-The Paper» [Descubriendo Asia Oriental (diez) 〡"Man" y "Bandera": Entre etnia y registro].
68. ↑  Elliott, 2001, p. 84.
69. ↑  Crossley, 1999, p. 128.
70. ↑  Crossley, 1999, pp. 103–105.
71. ↑  «我姓阎,满族正黄旗,请问我的满姓可能是什么~_百度知道» [Mi apellido es Yan, de la Bandera Amarilla Simple manchú, ¿cuál podría ser mi apellido manchú? ~_Baidu Zhidao]. Consultado el 13 de junio de 2025.
72. ↑  «《满族姓氏寻根大全·满族老姓全录》_我的天空的技术博客_51Cto博客» [《Catálogo completo de búsqueda de raíces de apellidos manchúes · Registro completo de apellidos antiguos manchúes》_Blog técnico de Mi Cielo_51Cto Blog]. Consultado el 13 de junio de 2025.
73. ↑  Elliott, 2001, p. 324.
74. ↑  Elliott, 2001, p. 331.
75. ↑  Elliott, 2001, p. 325.
76. ↑  Walthall, 2008, pp. 144–145.
77. ↑  Crossley, 1990, p. 14.
78. ↑  Rawski, Evelyn S. (2001). The Last Emperors: A Social History of Qing Imperial Institutions [Los últimos emperadores: Una historia social de las instituciones imperiales Qing] (ilustrada, reimpresa). University of California Press. p. 66. ISBN 0-520-22837-5. Consultado el 13 de junio de 2025.
79. ↑  照文武官員負罪逃竄例絞侯SYD 52.1.7 (24 de febrero de 1787).
80. ↑  GZSL,juan1272, QL 52.1.8 (25 de febrero de 1787).
81. ↑  Chen, Bijia; Campbell, Cameron; Dong, Hao (2018). «Interethnic marriage in Northeast China, 1866–1913» [Matrimonio interétnico en el noreste de China, 1866–1913]. Demographic Research (en inglés) 38: 929-966. ISSN 1435-9871. JSTOR 26457068. doi:10.4054/DemRes.2018.38.34. Consultado el 13 de junio de 2025.

## Lectura adicional
- Crossley, Pamela Kyle (1989). «The Qianlong Retrospect on the Chinese-martial (hanjun) Banners» [La retrospectiva Qianlong sobre las Banderas chino-marciales (hanjun)]. Late Imperial China (en inglés) 10 (2): 63-107. S2CID 143342206. doi:10.1353/late.1989.0004.
- Crossley, Pamela Kyle (1999). A Translucent Mirror: History and Identity in Qing Imperial Ideology [Un espejo translúcido: Historia e identidad en la ideología imperial Qing] (en inglés). University of California Press. ISBN 0-520-92884-9.
- Crossley, Pamela Kyle (2010).  Kagan, Kimberly, ed. The Imperial Moment [El momento imperial] (en inglés). Paul Bushkovitch, Nicholas Canny, Pamela Kyle Crossley, Arthur Eckstein, Frank Ninkovich, Loren J. Samons. Harvard University Press. ISBN 978-0-674-05409-7.
- Enatsu, Yoshiki (2004). Banner Legacy: The Rise of the Fengtian Local Elite at the End of the Qing [Legado de las banderas: El ascenso de la élite local de Fengtian al final de los Qing] (en inglés). University of Michigan. ISBN 978-0-89264-165-9.
- Im, Kaye Soon. "The Development of the Eight Banner System and its Social Structure," Journal of Social Sciences & Humanities (1991), Número 69, pp. 59–93
- Lococo, Paul (2012). «The Qing Empire».  En Graff, David A.; Higham, Robin, ed. A Military History of China [El imperio Qing] (2ª edición). University Press of Kentucky. pp. 115-133. ISBN 978-0-8131-4067-4.
- Michael, Franz. "Military organization and power structure of China during the Taiping Rebellion." Pacific Historical Review 18.4 (1949): 469-483 online  (enlace roto disponible en este archivo)..
- Rawski, Evelyn S. (1998). The Last Emperors: A Social History of Qing Imperial Institutions [Los últimos emperadores: Una historia social de las instituciones imperiales Qing] (en inglés). University of California Press. ISBN 0-520-92679-X.

- Datos: Q340803